# KCNJ15
KCNJ15 (англ. Potassium voltage-gated channel subfamily J member 15) – білок, який кодується однойменним геном, розташованим у людей на короткому плечі 21-ї хромосоми. Довжина поліпептидного ланцюга білка становить 375 амінокислот, а молекулярна маса — 42 577.
| 10         |  | 20         |  | 30         |  | 40         |  | 50         |
| ---------- |  | ---------- |  | ---------- |  | ---------- |  | ---------- |
| MDAIHIGMSS |  | TPLVKHTAGA |  | GLKANRPRVM |  | SKSGHSNVRI |  | DKVDGIYLLY |
| LQDLWTTVID |  | MKWRYKLTLF |  | AATFVMTWFL |  | FGVIYYAIAF |  | IHGDLEPGEP |
| ISNHTPCIMK |  | VDSLTGAFLF |  | SLESQTTIGY |  | GVRSITEECP |  | HAIFLLVAQL |
| VITTLIEIFI |  | TGTFLAKIAR |  | PKKRAETIKF |  | SHCAVITKQN |  | GKLCLVIQVA |
| NMRKSLLIQC |  | QLSGKLLQTH |  | VTKEGERILL |  | NQATVKFHVD |  | SSSESPFLIL |
| PMTFYHVLDE |  | TSPLRDLTPQ |  | NLKEKEFELV |  | VLLNATVEST |  | SAVCQSRTSY |
| IPEEIYWGFE |  | FVPVVSLSKN |  | GKYVADFSQF |  | EQIRKSPDCT |  | FYCADSEKQQ |
| LEEKYRQEDQ |  | RERELRTLLL |  | QQSNV      |  |            |  |            |

A: Аланін

C: Цистеїн

D: Аспарагінова кислота

E: Глутамінова кислота

F: Фенілаланін

G: Гліцин

H: Гістидин

I: Ізолейцин

K: Лізин

L: Лейцин

M: Метіонін

N: Аспарагін

P: Пролін

Q: Глутамін

R: Аргінін

S: Серин

T: Треонін

V: Валін

W: Триптофан

Кодований геном білок за функціями належить до іонних каналів, потенціалзалежних каналів. 
Задіяний у таких біологічних процесах, як транспорт іонів, транспорт, транспорт калію. 
Білок має сайт для зв'язування з калію. 
Локалізований у мембрані.